# Мосин, Василий Васильевич
Васи́лий Васи́льевич Мо́син (22 апреля 1917 — 18 июня 1998) — советский и российский ветеринарный врач, абдоминальный хирург, общественный деятель, профессор, доктор ветеринарных наук, заслуженный деятель науки ТАССР, РСФСР, участник Великой Отечественной войны.
Основоположник надплевральной новокаиновой блокады, соавтор создания бескровного метода кастрации, научный исследователь, педагог.

## Биография
Родился 22 апреля 1917 года в деревне Вяльцево (Ульяновский район, Калужская область). Отец — Василий Федорович Мосин, крестьянин, занимался сельским хозяйством, с 1941 года эвакуировался в Тульскую область, в 1943 году переехал к дочери в Москву, а в 1947 к Василию Васильевичу в Казань. Мать умерла в 1917 году. Имел 3 братьев и сестру:
- Павел Васильевич Мосин — работал учителем, погиб в ВОВ под Сталинградом.
- Александр Васильевич Мосин — работал агрономом, умер в 1935 году.
- Иван Васильевич Мосин — рабочий, погиб в ВОВ под Киевом.
- Татьяна Васильевна Мосина (Лучкина).

## Образование
Окончил Холмищенскую школу колхозной молодежи (1934), Битцевский сельскохозяйственный техникум (1938).
В 1939 году поступил в Казанский ветеринарный институт им. Н. Э. Баумана и в том же году призван на войну с финнами, служил стрелком-лыжником 113 лыжно-добровольческого батальона на Карельском перешейке.
В 1940 году после окончания финской кампании вновь вернулся в институт.
20 июля 1941 года мобилизован в РККА. Служил заместителем командира роты и командиром инженерного взвода 6-го гвардейского мотоинженерного батальона 5-й гвардейской мотоинженерной бригады 1-го завода Прибалтийского фронта. В боях с гитлеровскими захватчиками за город Пилау 16 апреля 1945 года был тяжело ранен. 25 августа 1945 года уволен в запас.
В октябре 1945 года выписался из госпиталя инвалидом II группы и снова был зачислен в Казанский ветеринарный институт на 4-й курс. В 1947 году окончил институт, 10 июля 1947 года получил диплом ветеринарного врача с отличием.

## Профессиональная карьера
По окончании института избран на должность ассистента кафедры оперативной хирургии.
2 июля 1951 года защитил кандидатскую диссертацию на тему «Новокаиновая блокада чревных нервов как метод охранительного воздействия на нервную систему при воспалении брюшины и органов брюшной полости», исходя из идей А. В. Вишневского о целесообразности местного обезболивания при абдоминальных операциях.
24 мая 1952 года утверждён в учёном звании доцента кафедры оперативной хирургии КВИ.
17 января 1958 года защитил докторскую диссертацию на тему «Результаты клинико-экспериментальных исследований по применению надплевральной новокаиновой блокады чревных нервов и пограничных симпатических стволов при абдоминальных операциях, воспалении брюшины, органов брюшной и тазовой полостей у животных».
9 февраля 1959 года утверждён в учёном звании профессора кафедры хирургии.
С 1 марта 1959 по апрель 1978 года проректор по учебной части с возложением обязанностей заведующего кафедрой оперативной хирургии.
После освобождения от должности проректора продолжил занимать должность заведующего кафедры оперативной хирургии.

## Научные труды и достижения
Научные труды Мосина относятся к ряду областей медицины, но, в частности, к абдоминальной хирургии. В 1951—1960 годах он разрабатывал вопросы новых методов анестезиологии, патогенетической терапии, будучи одним из основоположников этого направления, предложил оригинальный метод проводниковой анестезии чревных нервов и симпатических стволов с инфильтрацией тканей брюшной стенки.
Совместно с профессором Я. М. Фарзалиевым установил высокую терапевтическую эффективность новокаинизации соответствующей зоны симпатической иннервации при воспалении суставов.
Также совместно с женой Софьей Кутдусовной разрабатывал вопросы иммунодиагностики финноза КРС и тенуикольного цистицеркоза жвачных животных с использованием гистологических и гистохимических методов исследования. Совместно с профессором Т. С. Минкиным усовершенствована операция при выпадении прямой кишки.
Под его руководством аспирантом И. А. Телятниковым был разработан эффективный бескровный метод кастрации самцов продуктивных животных, за что оба были награждены Почётными грамотами и благодарностями.
Также под его руководством был основан метод кибернетической оценки общего состояния животных в норме и при патологии и метод системы электронных устройств для преобразования, ввода и отработки биологических параметров на ЭВМ.
Мосин В. В. — автор 200 печатных работ, в том числе 3 монографий, а также учебных пособий. Подготовил 8 докторов и 50 кандидатов наук. Среди его учеников выдающиеся врачи — М. Ш. Шакуров, И. А. Телятников и др.
Лауреат Государственной премии СССР за 1979 год — за разработку новых методов лечения животных.

## Личная жизнь, семья
Жена — Софья Кутдусовна Мосина (1919—2000) — паразитолог, кандидат ветеринарных наук (1949), также училась и работала в Казанском ветеринарном институте, стала доцентом кафедры паразитологии в 1948 году. В 1949 году защитила кандидатскую диссертацию на тему «К изучению возбудителей аневризмы передне-брыжеечной артерии и связанных с ней изменений солнечного сплетения». Большое внимание уделяла интересующим темам теории иммунитета и методов диагностики гельминтозов животных.
Двое детей.
- Сын — Александр Васильевич (род. 1946), кандидат технических наук, доцент, в настоящее время работает в Казанском государственном техническом университете им. А. Н. Туполева[4].
- Дочь — Ляйля Васильевна (род. 1949), кандидат физико-математических наук, старший научный сотрудник, ведущий научный редактор Казанского физико-технического института им. Е. К. Завойского Казанского научного центра РАН[5].
- Внук — Василий Александрович (род. 1972), российский стрелок, бронзовый призёр Олимпийских игр 2012 года, окончил Казанский государственный медицинский институт по специальности «Микрохирургия в области травматологии и ортопедии». Работал хирургом, но оставил работу врача в пользу стрельбы. Подполковник полиции[6].
- Правнучки — Камилла Васильевна[1], Софья Васильевна; правнук: Руслан Васильевич.

## Награды и звания
1. Орден Отечественной войны II степени (26.04.1945)
2. Орден Отечественной войны I степени (11.04.1985)
3. Два Ордена Трудового Красного Знамени (22.03.1966 и 27.10.1981)
4. Почетный диплом ВДНХ СССР (16.03.1968)
5. Орден «Знак Почета» (23.05.1973)
6. Почётное звание заслуженного деятеля науки РСФСР (8.02.1977)
7. Почётное звание заслуженного деятеля науки ТАССР (20.06.1970)

12 медалей, в их числе:
- Медаль «За взятие Кёнигсберга» (1945)
- Медаль «За победу над Германией в Великой Отечественной войне 1941—1945 гг.» (4.4.1947)
- Медаль «Ветеран труда» (16.12.1963)
- Юбилейная медаль «Двадцать лет Победы в Великой Отечественной войне 1941—1945 гг.» (1966)
- Юбилейная медаль «Сорок лет Победы в Великой Отечественной войне 1941—1945 гг.» (26.04.1965)
- Медаль «В ознаменование 100-летия со дня рождения Владимира Ильича Ленина» (6.04.1970)
- Бронзовые медали ВДНХ СССР (26.07.1966 и 22.04.1971)
- Серебряная медаль ВДНХ СССР (29.05.1973)
- Медаль лауреата Государственной премии СССР (4.01.1979)

## Труды
- Новое в лечении незаразных болезней сельскохозяйственных животных / В. В. Мосин. — М.: Россельхозиздат, 1975.
- «Влияние симпатической иннервации на коллатеральное кровообращение и лимфообращение при тромбофлебите бедренной вены» Соавтор: асс.: А. Н. Корнишин.
- «О ветеринарной хирургической статистике». Соавтор: А. С. Макаров.
- «Бескровный метод кастрации бычков и баранчиков» (методическое пособие)
- «Результаты внедрения бескровного способа кастрации бычков и баранчиков в ветеринарную практику» Соавтор И. Н. Никитин
- «Организация основы хирургической работы». Соавтор: А. С. Макаров.
- «Опыт применения технических средств обучения при изучении оперативной хирургии»
- «Современное состояние вопроса кастрации продуктивных животных»
- «Кибернетический метод оценки общего состояния животных». Соавтор: А. Я. Зверев.
- «Влияние надплевральной новокаиновой блокады на параметры вариационных рядов сердечного ритма при перитоните»
- «Рациональные способы кастрации продуктивных животных» (монография)
- Новое в лечении воспаления органов брюшной полости у животных [Текст] : методическое пособие для ветеринарных врачей / В. В. Мосин. — М.: Государственное издательство сельскохозяйственной литературы, 1959. — 55 с. — Библиогр.: с. 50—54.